# Агирре, гнев божий
«Агирре, гнев Божий» (нем. Aguirre, Der Zorn Gottes) — фильм немецкого режиссёра Вернера Херцога об испанской экспедиции конкистадора Лопе де Агирре 1560—1561 годов в поисках Эльдорадо. Кинокартина, навеянная нарастающей атмосферой безумия, имеет минималистский подход к сюжету и диалогам.
Это первый из пяти совместных фильмов Херцога и актёра Клауса Кински. На протяжении всего творческого сотрудничества у них были весьма напряжённые отношения. Кински, известный своим крайне скверным характером, терроризировал как съёмочную группу, так и местных жителей, которые помогали съёмкам. Фильм полностью снят на натуре, съёмки проходили в перуанских тропических лесах на реке Амазонке. В течение напряжённого пятинедельного периода члены съёмочной группы взбирались на горы и прорезали тяжёлые лианы, чтобы открыть маршрут к различным локациям в джунглях, и плыли по опасным речным порогам на плотах, построенных местными мастерами.

## Сюжет
Большой отряд испанцев-конкистадоров и перуанских индейцев (всего около двух с половиной тысяч человек) под командованием Гонсало Писарро выходит из Перу с целью достичь мифической «золотой страны» Эльдорадо. Перевалив через Анды и оказавшись в джунглях, Писарро обнаруживает, что с таким большим отрядом ему дальше не пройти. Он посылает вниз по реке несколько десятков человек на плотах под командованием Педро де Урсуа, в помощники которому определяет Лопе де Агирре, чтобы те разведали путь и вернулись.
После гибели одного из плотов Педро де Урсуа приказывает всем возвращаться к основному отряду, но Агирре, который хочет сам найти Эльдорадо, и не терпит над собой другой власти, поднимает бунт. Де Урсуа тяжело ранен. Агирре провозглашает дворянина Фернандо де Гусмана командиром похода и императором всех захваченных ими земель. Они судят де Урсуа и приговаривают его к смерти за вымышленное предательство, но де Гусман помиловал бывшего командира.
Отряд движется вниз по реке, воюя с индейцами и терпя лишения. Один за другим участники похода погибают. После таинственной гибели де Гусмана Агирре приказывает повесить де Урсуа. Несколько встреченных по пути индейских деревень сожжены, но конкистадоры находят совсем немного еды. Их начинают подкашивать болезни, они боятся приближаться к берегам из-за обстреливающих плот индейцев. Начинается ропот, но никто не в силах противостоять безумию и железной воле Агирре.
Агирре постепенно теряет всех своих соратников и свою дочь. В финале фильма оставшись на плоту один, в окружении мартышек, но при этом вглядывается в даль, Агирре не теряет надежды на завоевание заветного Эльдорадо.

## В ролях
- Клаус Кински — Лопе де Агирре
- Руй Герра — Педро де Урсуа
- Дель Негро — Гаспар де Карвахаль[англ.]
- Елена Рохо — Инес
- Сесилия Ривера — Флорес
- Эдвард Роулэнд — Окелло
- Армандо Поланьа — Армандо
- Даниэль Адес — Перуччо
- Алехандро Репуллес — Гонсало Писарро
- Петер Берлинг — Фернандо де Гусман

## Значение
В своей самой репрезентативной ленте «Агирре, гнев Божий» Херцог проанализировал функционирование влечения к смерти и процесс невротизации общества — то, что происходит с людьми, когда на вершине социальной пирамиды оказывается неврастеник с манией величия. В фильме позволительно видеть своеобразный комментарий на тему истоков фашизма: поколение, к которому принадлежал Херцог, волновал вопрос о том, что привело их отцов к фашистской идеологии. Полин Кейл заявляла, что именно из фильма Херцога вырос «Апокалипсис сегодня» Ф. Ф. Копполы — по крайней мере, проблематика у фильмов общая.

## Награды и номинации
- 1973 — премия German Film Awards за лучшую операторскую работу (Томас Маух)
- 1977 — премия National Society of Film Critics Awards за лучшую операторскую работу (Томас Маух).
- 1976 — премия Синдиката французских кинокритиков за лучший иностранный фильм (Вернер Херцог)
- 1976 — номинация на премию «Сезар» за лучший иностранный фильм (Вернер Херцог)